# جورج جونسون (كاتب)
جورج جونسون (بالإنجليزية: George Johnson)‏، ولد في 20 كانون الثاني (يناير) 1952، وَهوَ صحافي وكاتب في العلوم  من الولايات المتحدة ومؤلف لتسعة كتب، بما في ذلك يوميات السرطان (2013)، والتجارب العشر الحسنى (2008)، والجمال الغريب: جيل موراي-مان والثورة في فيزياء القرن الـ20 (1999)، يكتب لعدد من المنشورات، بما في ذلك صحيفة نيويورك تايمز. فاز مرتين بجائزة الصحافة العلمية من الجمعية الأمريكية لتقدم العلوم. وحلت كتبه ثلاث مرات في القائمة المختصرة لجائزة الكتاب العلمي من الجمعية الملكية.